# Parasemia passanauriensis
Parasemia passanauriensis är en fjärilsart som beskrevs av Alberti 1973. Parasemia passanauriensis ingår i släktet Parasemia och familjen björnspinnare. Inga underarter finns listade i Catalogue of Life.